# 香港中華基督教青年會必列者士街會所

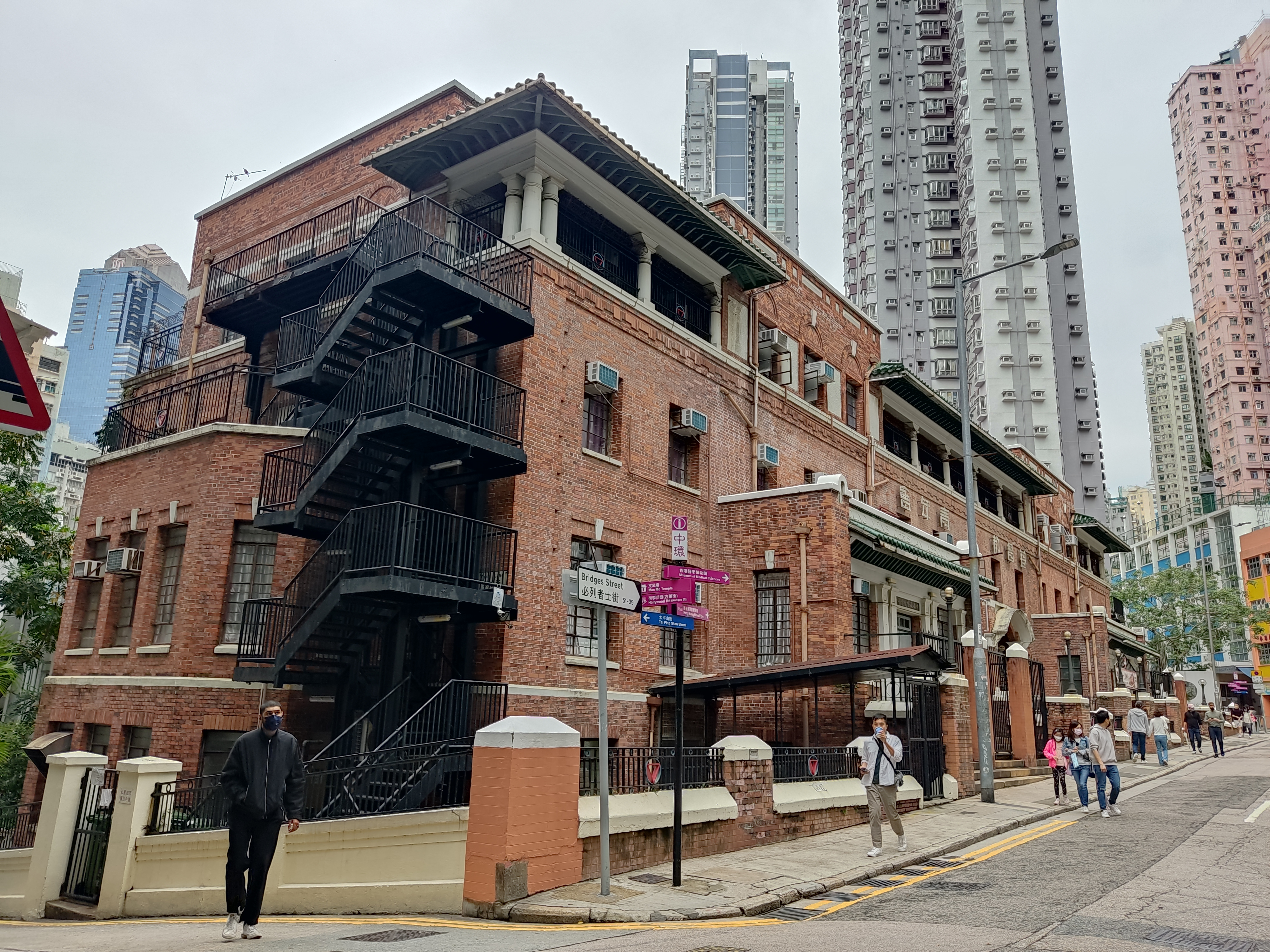
中華基督教青年會必列者士街會所

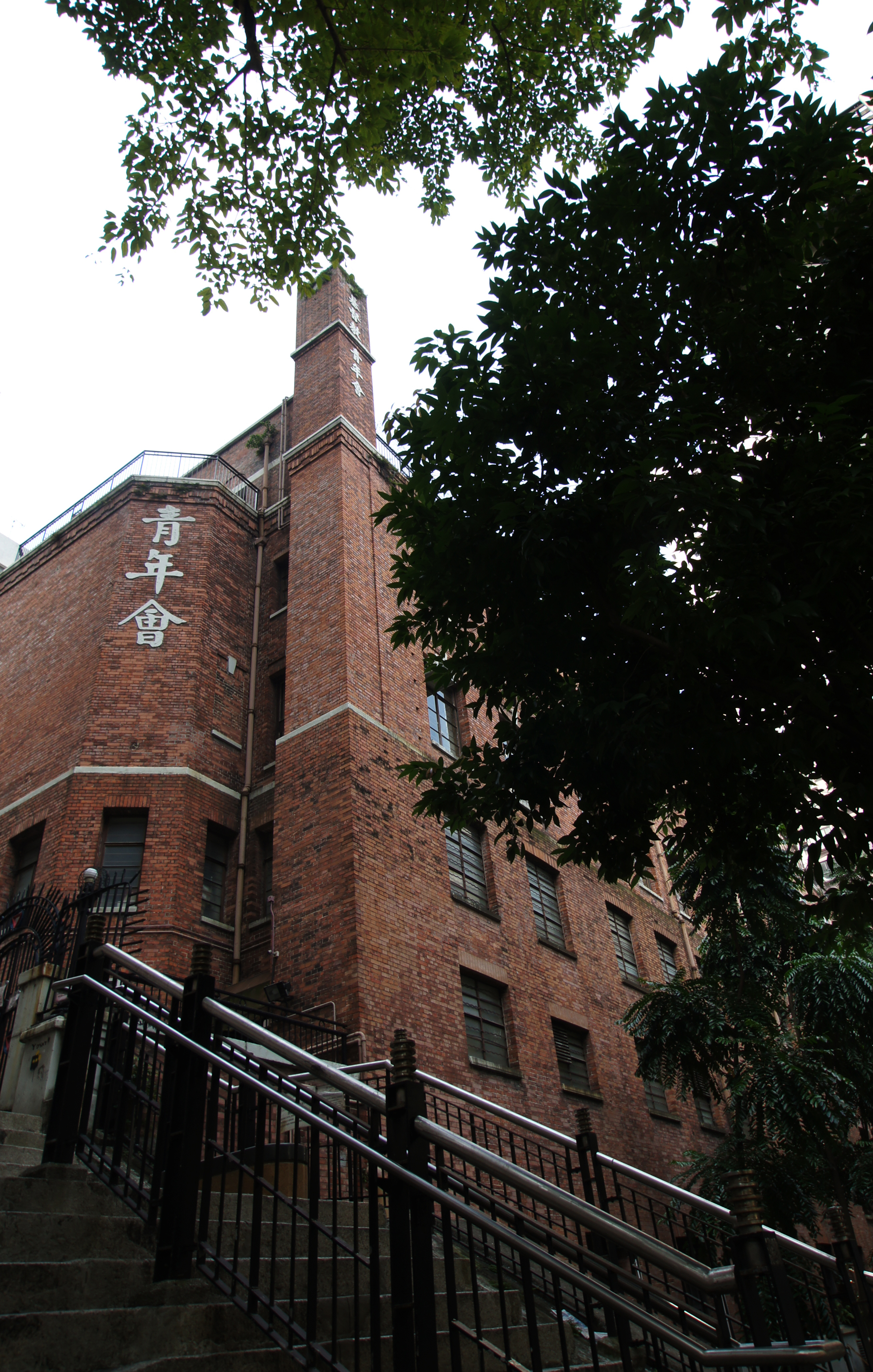
中華基督教青年會必列者士街會所向樓梯街的外牆上有「青年會」三字

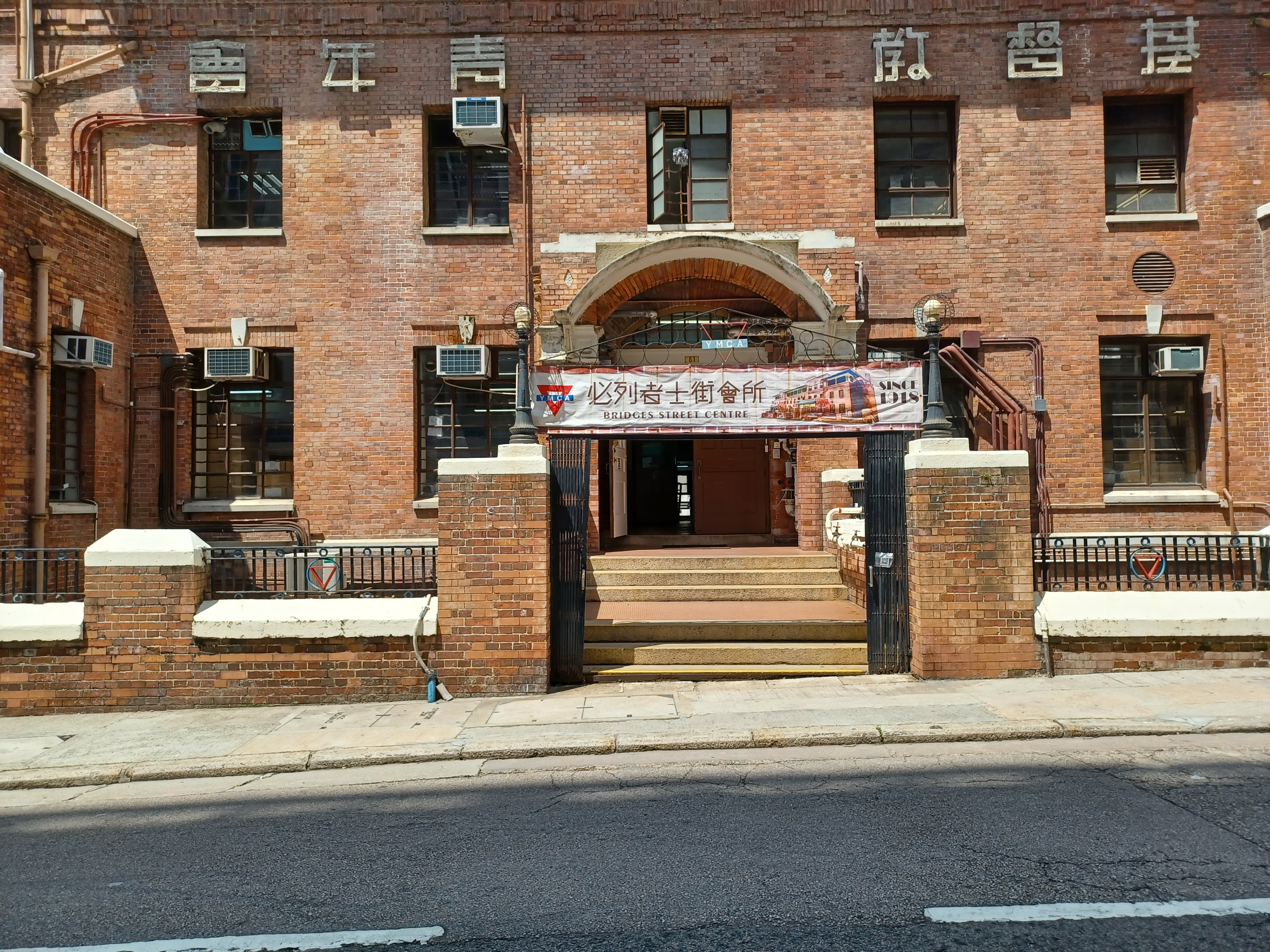
中華基督教青年會必列者士街會所正門

香港中華基督教青年會必列者士街會所（英語：Chinese YMCA of Hong Kong Bridges Street Centre，又稱香港中華基督教青年會中央會所及香港中華基督教青年會必街會所），是香港中華基督教青年會昔日的總部，位於香港島上環必列者士街51號，現時會所服務有「必愛之家宿舍」、「必愛之家庇護工場」及以康體服務為主導的青少年服務。建築物於1981年列為香港二級歷史建築，並於2009年12月18日升格為香港一級歷史建築。2023年6月8日，會所獲古物諮詢委員會通過升格為法定古蹟。

## 歷史
香港中華基督教青年會必列者士街會所由芝加哥 YMCA 會員籌建，設計師 Stattck and Hussey 亦是來自芝加哥。會所於1918年由施勳護督（Hon. Claud Severn, C.M.G.）主持啟用，成為當時香港中華基督教青年會首幢總部大樓，亦是香港首個市民會堂及體育場館，會所亦是當時首幢設有新式最先進的康體設施並專為華人社羣而設的多功能建築物，包括香港首個室內暖水泳池，以及首個懸臂式結構支撐的室內鑊形跑道。會所高六層，以紅磚建成，糅合西式新古典主義及中式民間建築風格，並受芝加哥建築學派所影響，在香港相當罕見。
會所在二十世紀初期是少數可以舉行大型活動或展覽的場地，包括1922年的「反對蓄婢會」首屆會員會議及1936年的首屆集體婚禮。
1937年後，會所被徵用作防空救護隊半山區A段總站，以收容超過一千名難民。香港日治時期，會所被日本當局的文教課徵用作日語及德語學校。香港重光後，會所恢復為香港中華基督教青年會總部。
1966年，隨著位於九龍油麻地窩打老道的香港中華基督教青年會九龍會所完成重建，總部遷到該處；後來由於嚴重性飽和而被清拆重建，原址仍保留作為青年中心。其後，上層空間改建成智障人士庇護工場及宿舍，外來人士不能再入內參觀。

## 歷史文物
奠基石及捐款人士名牌等歷史文物，現仍保留於該會所的正門入口大堂的牆上。

## 外部連結
- 中華基督教青年會 （页面存档备份，存于）